# Distretto di Mueang Khon Kaen
Il distretto di Mueang Khon Kaen (in thailandese: เมืองขอนแก่น) è un distretto (amphoe) della Thailandia, situato nella provincia di Khon Kaen.